# 大寺乡
大寺乡，是中华人民共和国云南省临沧市凤庆县下辖的一个乡镇级行政单位。

## 行政区划
大寺乡下辖以下地区：
大寺村、河顺村、双龙村、回龙村、平河村、岔河村、清水村、漭街村、马庄村、德乐村和路山村。